# Lefki
Lefki (in greco Λεύκη?) è un ex comune della Grecia nella periferia di Creta (unità periferica di Lasithi) con 2 117 abitanti secondo i dati del censimento 2001.
È stato soppresso a seguito della riforma amministrativa, detta Programma Callicrate, in vigore dal gennaio 2011 ed è ora compreso nel comune di Sitia.
Il territorio comunale occupa l'estrema sezione sudorientale di Creta. Il comune confina ad ovest con quello di Makrys Gialos e a nord con quelli di Itanos e di Sitia. A sud e ad est è limitato dal Mar libico. La principale via di accesso al comune è costituita da una diramazione della strada principale Sitia-Ierapetra.

## Economia
Nonostante il territorio sia in gran parte montuoso e non molto fertile, l'agricoltura costituisce una voce importante nell'economia locale. La produzione di uva sultanina ammonta a 600 tonnellate annue. La produzione di vino è di 150 tonnellate annue. Nelle brevi pianure costiere allineano culture di banana ed è praticata la coltivazione di ortaggi in serra. Sono abbastanza diffusi l'allevamento di ovini e l'apicoltura. Esistono ancora alcuni laboratori artigiani che fabbricano batocchi in rame per animali domestici, che in passato venivano esportati in tutta la Grecia. A differenza dei comuni limitrofi, il turismo è una voce irrilevante nell'economia comunale per l'inadeguatezza delle infrastrutture necessarie. Il comune di Lefkis presenta un lieve ma costante decremento demografico.

## Centri notevoli
- Ziros è la sede del municipio. Si trova al centro del territorio comunale ad un'altitudine di 700 metri. Dista 27 km da Sitia.

- Aghia Triada è un villaggio 9 km a sud di Ziros e ad un'altitudine di 400 metri. Si trova al centro di una zona archeologica che non è stata mai oggetto di scavi sistematici. In località Stalòs sono state rinvenute tombe a cupola di epoca minoica. In una grotta nota con il nome di Alogarà, in località Livari, sono stati rinvenuti utensili e suppellettili di epoca minoica.

- Chandras è un villaggio a 550 metri di altitudine, il cui nome proviene da una parola araba che significa “Capitale”. Fu forse il capoluogo della zona quando Creta cadde sotto il dominio arabo nell'VIII secolo d.C. Il nome del villaggio compare nel censimento del 1583 voluto dalle autorità veneziane. La zona di Chandras è stata abitata senza interruzione fin da epoca minoica, come attestano numerosi ruderi nella sua circoscrizione. Sono presenti anche ruderi di chiese bizantine. La cappella dell'Assunzione (in greco Kimisis Theotokou) conserva qualche mosaico dell'epoca. Il villaggio era fiorente anche in epoca ottomana, come attestano i ruderi di un bagno turco.
- Voila (in lingua greca Βόιλα) è un paese medievale oggi disabitato dichiarato protetto dalla direzione archeologica greca. Ha numerosi ruderi di epoca bizantina, veneziana e ottomana. Fra tutti spicca la chiesa di San Giorgio, probabilmente risalente al XV secolo, di cui resta in piedi l'abside con affreschi della Madonna. All’interno si conserva la tomba di alcuni membri della famiglia Salamon, patrizi veneziani di antica origine ebraica, il cui stemma losangato compare in doppia copia sopra il portale della chiesa; l’arcosolio, arricchito da affreschi e iscrizioni epigrafiche, risale al XVI secolo.[3] Dai Salamon di Voila discenderebbe la famiglia del poeta nazionale greco Dionysios Solomos, i cui antenati fuggirono da Creta a Zante durante l'assedio ottomano.[4]

- Armeni è un villaggio così chiamato perché nel secolo X d.C. vi si installarono genti origine armena. A 2 km di distanza si trova il villaggio oggi abbandonato di Etia, prospero negli anni del dominio veneziano. Sono ancora visibili le rovine della residenza dei De Mezzo cui il paese era stato dato in feudo dalla repubblica marinara.

- Goudouras è un piccolo centro costiero accessibile tramite una strada non asfaltata da Aghia Triada o più comodamente tramite una strada litoranea che parte da Makrys Gialos e si arresta qui. È sede di circoscrizione comunale. Ha 300 abitanti provenienti soprattutto dai villaggi dell'interno, attratti qualche decennio fa dai suoli più fertili e dai redditi che il turismo poteva offrire. Goudouras oggi è una modesta stazione balneare ed è anche l'unica circoscrizione comunale che non presenta flessione demografica.

## Siti archeologici

### Xerocambos
Xerocambos è una sottile piana costiera di circa 3 km di lunghezza accessibile da Ziros tramite una carrozzabile di 23 km. Scavi iniziati nel 1984 su di un'altura prospiciente il mare aperto hanno portato alla luce una città di età ellenistica che si crede essere l'antica Ampelos. La città fu fondata nel V secolo a.C. e prosperò nei due secoli successivi. Probabilmente la città viveva del commercio del sale, come risulta da antiche saline trovate nei paraggi. Numerose monete e sigilli fanno supporre che il commercio si svolgeva soprattutto con Rodi e Karpathos. La città aveva un'estensione di 12 km² ed era protetta da spesse mura. La piana era ancora abitata al tempo del dominio veneziano, poiché nel censimento del 1583 vi vengono registrati 48 abitanti. Ma le sempre più frequenti incursioni dei pirati costringono anche questi pochi abitanti a ritirarsi nell'interno. Così non si fa menzione alcuna del posto nei censimenti del 1671 e del 1881 effettuati dai dominatori Ottomani. Xerocambos non compare nemmeno nel censimento del 1928. Il ripopolamento della zona è avvenuto negli ultimi decenni con l'introduzione delle colture in serre e con la comparsa in seguito di un modesto flusso turistico.

### Koufonissi (antica Leuce)
Koufonissi è l'antica Leuce, di cui Plinio scrisse che si trovava dalla parte opposta del promontorio di Itano. Leuce era un centro della raffinazione della porpora. Nel II secolo d.C. l'isola fu oggetto di disputa fra le città di Itanos e di Ieraptina, l'odierna Ierapetra: in base all'arbitrato del 132, Leuce fu assegnata ad Itanos, come si evince da un'epigrafe incassata nel muro del monastero di Toplòs. Il luogo fu abbandonato dai suoi abitanti nell'VIII secolo.
Fu visitata nella prima metà del XVIII secolo dall'ammiraglio inglese T. B. Spratt, che lasciò un'accurata descrizione delle rovine che vi si trovavano. Nel 1903 gli archeologi inglesi R. C. Bosanquet e C .T. ispezionarono l'isola sulla base delle descrizioni dell'ammiraglio. Scavi sistematici non ebbero inizio che nel 1976, sotto la guida del professor Niko Papadaki. Fu messo alla luce un teatro molto ben conservato. Nella zona dell'abitato, ad est del teatro, furono trovate varie abitazioni, alcune con annesso laboratorio per la lavorazione della porpora. L'edificio più imponente è quello delle Terme, che riproduceva in miniatura le grandiose terme romane. Le sorgenti che alimentavano il complesso delle Terme sono oggi asciutte. Tutta l'isola è sparsa di rovine del passato. Numerose sono le chiese bizantine. Nella parte settentrionale, in località Kamareles, si vedono i resti di una città sommersa.
Koufonissi è ancora oggi un isolotto disabitato a tre miglia nautiche dalla costa del comune di Lefkis. Coperto di sabbia, con pochi alberi e privo di acqua dolce, è interessante anche da un punto di vista botanico per la grande varietà della macchia mediterranea che lo ricopre. È spesso invaso da sciami di farfalle e di cavallette. Ha una superficie di meno 4 km². Per quanto appartenga al territorio del comune di Lefki, è più facilmente raggiungibile da Makrys Gialos. D'estate è meta di numerose gite con caicco.